# Барысбаев, Амирхан
Амирхан Барысбаев (каз. Әмірхан Барысбаев; 1896 год — ?) — советский хозяйственный деятель, председатель колхоза «Коминтерн» Иргизского района Актюбинской области, Казахская ССР. Герой Социалистического Труда (1948).

## Биография
Амирхан Барысбаев родился в 1896 году в ауле № 5 Кенжегаринской волости Иргизского уезда Тургайской области, ныне — Кумжарганского сельского округа Иргизского района Актюбинской области Казахстана. Он происходил из семьи потомственных животноводов. Казах по национальности.
С юных лет он трудился в сельском хозяйстве, проявляя большое упорство и трудолюбие. С 1933 года Барысбаев работал гуртоправом, затем стал бригадиром чабанской бригады, ответственным за выпас овец общественного стада. Позднее он занял должность заведующего молочно-товарной фермой (МТФ) и председателя одного из колхозов в Иргизском районе Актюбинской области.
В 1946 году Амирхан Барысбаев вступил в ВКП(б) и стал председателем колхоза «Коминтерн», расположенного в посёлке Коминтерн Иргизского района, который на тот момент находился в затруднительном положении. За короткий срок ему удалось исправить финансовое состояние хозяйства, и колхоз расплатился с долгами перед государством. В 1947 году коневоды колхоза при табунном содержании вырастили 138 жеребят от 138 кобыл.
За высокие достижения в животноводстве в 1947 году Амирхан Барысбаев был удостоен звания Героя Социалистического Труда Указом Президиума Верховного Совета СССР от 23 июля 1948 года. Он был награждён орденом Ленина и золотой медалью «Серп и Молот». Этим же указом высокого звания были удостоены заведующий колхозной конефермой Нуртуяк Жаманшин и передовые табунщики колхоза «Коминтерн» — Есен Игибаев и Пшен Турегельдин.
В 1949 году, за успешное выполнение плана по выращиванию 150 жеребят от 150 конематок и стопроцентную сохранность поголовья, Барысбаев получил второй орден Ленина.
Колхоз «Коминтерн», под руководством Барысбаева, продолжал демонстрировать отличные результаты в животноводстве, а его успехи были на уровне лучших хозяйств района. Наравне с колхозом «Коминтерн» передовым в Иргизском районе было также хозяйство «Карасай», председателем которого был Утеу Кудайбергенов.
В 1952 году Амирхан Барысбаев был переизбран председателем колхоза, но вскоре он оставил эту должность и продолжил работать на ферме № 1 (с 1957 года — совхоз «Иргизский») до выхода на пенсию в 1958 году. Он также избирался депутатом Иргизского районного Совета депутатов трудящихся.
С 1968 года Барысбаев стал персональным пенсионером союзного значения и продолжал жить в посёлке Коминтерн (с 2006 года — селение Кутиколь Аманкольского сельского округа Иргизского района). Дата его кончины не установлена.

## Награды
Указом Президиума Верховного Совета СССР от 23 июля 1948 года «за получение высокой продуктивности животноводства в 1947 году» удостоен звания Героя Социалистического Труда с вручением ордена Ленина и золотой медали «Серп и Молот».
Амирхан Барысбаев был награждён двумя орденами Ленина (23 июля 1948 года и 7 октября 1949 года), а также медалью «За трудовую доблесть» (1947) и другими наградами за достижения в области сельского хозяйства.

## Память
Улице в селе Кутиколь Иргизского района присвоено имя «Амирхана Барысбаева».